# Szpital i Sanatorium Uzdrowiskowe "Eskulap" w Rymanowie-Zdroju
Szpital i Sanatorium Uzdrowiskowe "Eskulap" w Rymanowie-Zdroju – budynek szpitala i sanatorium uzdrowiskowego zlokalizowany we wschodniej części uzdrowiska Rymanów-Zdrój, przy ul. Parkowej, na zachodnim stoku Zamczyska, 150 metrów od pijalni wód mineralnych.

## Historia i architektura
Trójkondygnacyjny obiekt na 120 łóżek oddano do użytku w 1965 na bazie rozbudowanego gmachu dawnych łazienek mineralnych, które powstały w 1926. Obecnie (2025) budynek dysponuje 176 miejscami noclegowymi i jest przystosowany do obsługi osób z niepełnosprawnościami. Na kompleks "Eskulap" składają się pokoje noclegowe, stołówka, recepcja i Zakład Przyrodoleczniczy. Przy Szpitalu funkcjonują oddziały:
- rehabilitacji pulmonologicznej,
- szpitalny (późnej rehabilitacji kardiologicznej),
- szpitalny pulmonologiczny,
- sanatoryjnej rehabilitacji kardiologicznej,
- prewencji rentowej ZUS (schorzenia układu krążenia)[1][2].

## Galeria

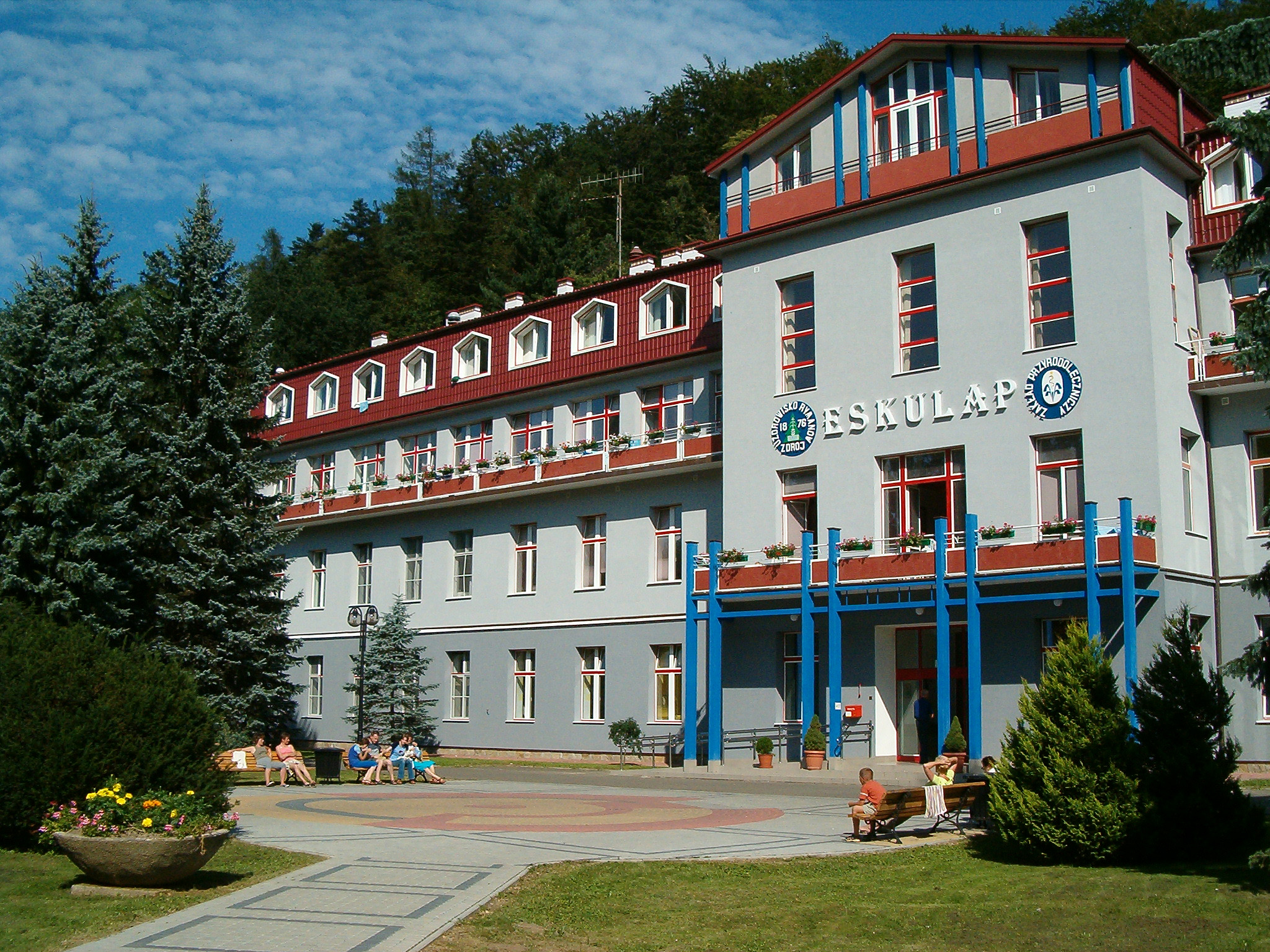
Wejście główne
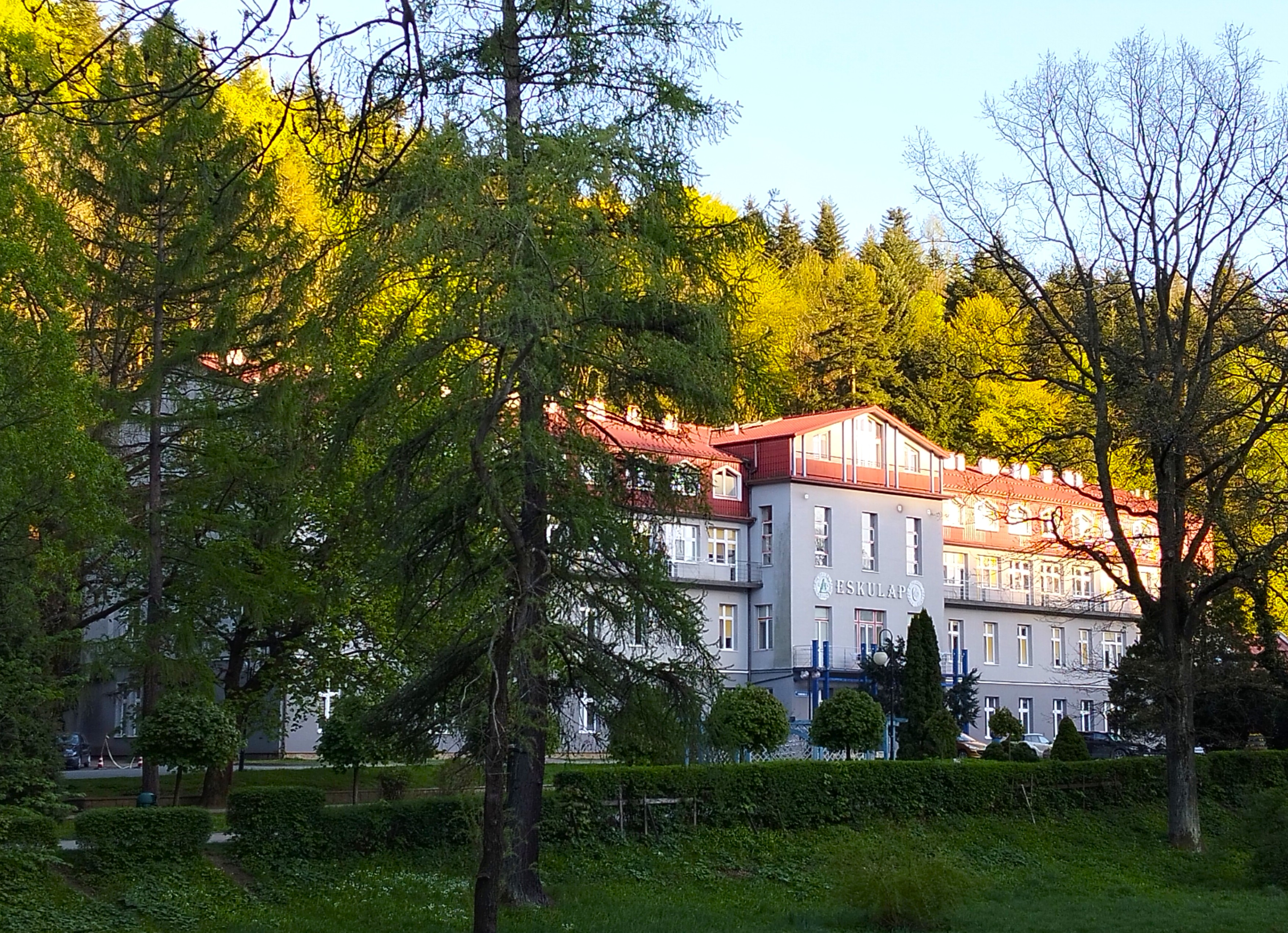
Widok z Parku Zdrojowego